# Hochreiter Lebensmittelbetriebe
Die Hochreiter Lebensmittelbetriebe GmbH, (gegründet 1958) bildet mit vier weiteren Unternehmen der Lebensmittelindustrie einen Konzern. Dieser besteht aus dem Fleischwarenhersteller Hochreiter Fleischwaren GmbH in Bad Leonfelden, dem Zerlegebetrieb Hochreiter Quality Meat Factory in Reichenthal, dem Lasgneproduzenten Condeli GmbH, dem Convenience Food ProduzentenYummhy Austria GmbH in Perg und einer Immobilienfirma. 
Über den Alleingesellschafter Wolfgang Hochreiter und dessen Beteiligungen ist der Konzern insbesondere auch mit weiteren Lebensmittelbetrieben und mit Gesundheitsbetrieben wie der Vortuna Gesundheitsresort GmbH, Bad Leonfelden, den Hochreiter Gesundheitsbetriebe GmbH und den Gesundheitsbetriebe St. Lambrecht GmbH gesellschaftsrechtlich verflochten.

## Beschreibung
Die Lebensmittelgruppe beschäftigt 2021 mehr als 600 Mitarbeiter, exportiert in 20 Länder  und erwirtschaftet einen Jahresumsatz von mehr als 200 Mio. Euro. Hauptsitz des Unternehmens ist Bad Leonfelden. Unternehmensstandorte befinden sich in Reichenthal, Perg, Sankt Lambrecht und St. Georgen im Attergau.